# Кака-Шуринский сельсовет
Кака-Шуринский сельсовет  — административно-территориальная единица и муниципальное образование со статусом сельского поселения в Карабудахкентском районе Дагестана Российской Федерации.
Административный центр — село Кака-Шура.

## История
Какашуринский сельский Совет образован в 1926 году за счет разукрупнения Кадарского сельсовета Буйнакского района.
Сельсовет входил с 1928г. в Буйнакский, с 1935 года в Карабудахкентский, с 1960 года в Ленинский, с 1992 года Карабудахкентский район.

## Население
| 2002    | 2010  | 2012  | 2013  | 2014  | 2015  | 2016  |
| ------- | ----- | ----- | ----- | ----- | ----- | ----- |
| 6417    | ↗7299 | ↗7520 | ↗7655 | ↗7780 | ↗7911 | ↗8053 |
| 2017    | 2018  | 2019  | 2020  | 2021  | 2023  | 2024  |
| ↗8175   | ↗8302 | ↗8481 | ↗8615 | ↗9688 | ↗9852 | ↗9962 |
| 2025    |       |       |       |       |       |       |
| ↗10 125 |       |       |       |       |       |       |

## Состав
| № | Населённый пункт | Тип населённого пункта       | Население |
| - | ---------------- | ---------------------------- | --------- |
| 1 | Какамахи         | село                         | ↗1702     |
| 2 | Кака-Шура        | село, административный центр | ↗7986     |